# 마쓰자키촌 (이와테현)
마쓰자키촌(松崎村)은 이와테현 가미헤이군에 설치되었던 촌이다.

## 연혁
- 1889년 4월 1일 - 정촌제 시행과 함께 니시헤이군 마쓰자키촌이 성립하였다.
- 1896년 4월 1일 - 미나미헤이군과 니시헤이군이 합병해 가미헤이군 마쓰자키촌이 되었다.
- 1954년 12월 1일 - 도노정, 아오자사촌, 아야오리촌, 오토모촌, 가미고촌, 쓰치부치촌,쓰치모리촌이 합병해 도노시가 되었다.